# Monteruga
Monteruga ist eine Fraktion der italienischen Gemeinde (comune) Veglie in der Provinz Lecce, Region Apulien. Die kleine Siedlung ist seit Beginn der 1980er Jahre praktisch unbewohnt und eine Geisterstadt.

## Geographie
Monteruga liegt auf der Halbinsel Salento etwa 10 km nordwestlich von Veglie und in Luftlinie etwa 28 km westlich von der Provinzhauptstadt Lecce.

## Geschichte
Der Siedlung entstand 1928 zur Zeit des italienischen Faschismus als Landgut. Nach einer Landreform erlebte der Ort in den 1950er Jahren einen rasanten Aufschwung, als sich in Monteruga zahlreiche Bauern mit ihren Familien niederließen und die Siedlung etwa 800 Einwohner zählte. Monteruga verfügte damals über eine eigene Volksschule, ein Postamt, eine Kaserne und eine Kirche, die dem heiligen Sant’Antonio Abate geweiht war, und war bekannt für den Weinbau und Tabakanbau.
Durch Landflucht sank die Bevölkerung stetig, bis der Ort zu Beginn der 1980er Jahre vollständig verlassen war. 2014 kaufte der damalige Präsident des FC Palermo Maurizio Zamparini das Grundstück, um den Ort für den Tourismus zu erschließen. Das Projekt wurde allerdings nicht umgesetzt. Heute lebt auf dem von einem zentralen Platz umgebenen Gelände nur ein Wächter.